# Mutarotació
Mutarotació és el canvi de la rotació òptica que ocorre per epimerització (que és el canvi en l'equilibri entre dos epímers, quan els corresponents estereocentres interconverteixen). Els sucres cíclics mostren mutarotació quan les formes α i β anomèriques interconverteixen.
La rotació òptica de la solució depèn de la rotació òptica de cada anòmer i la seva participació en la solució.
La mutarotació va ser descoberta per Dubrunfaut el 1846, en solucions ensucrades.

## Mesura

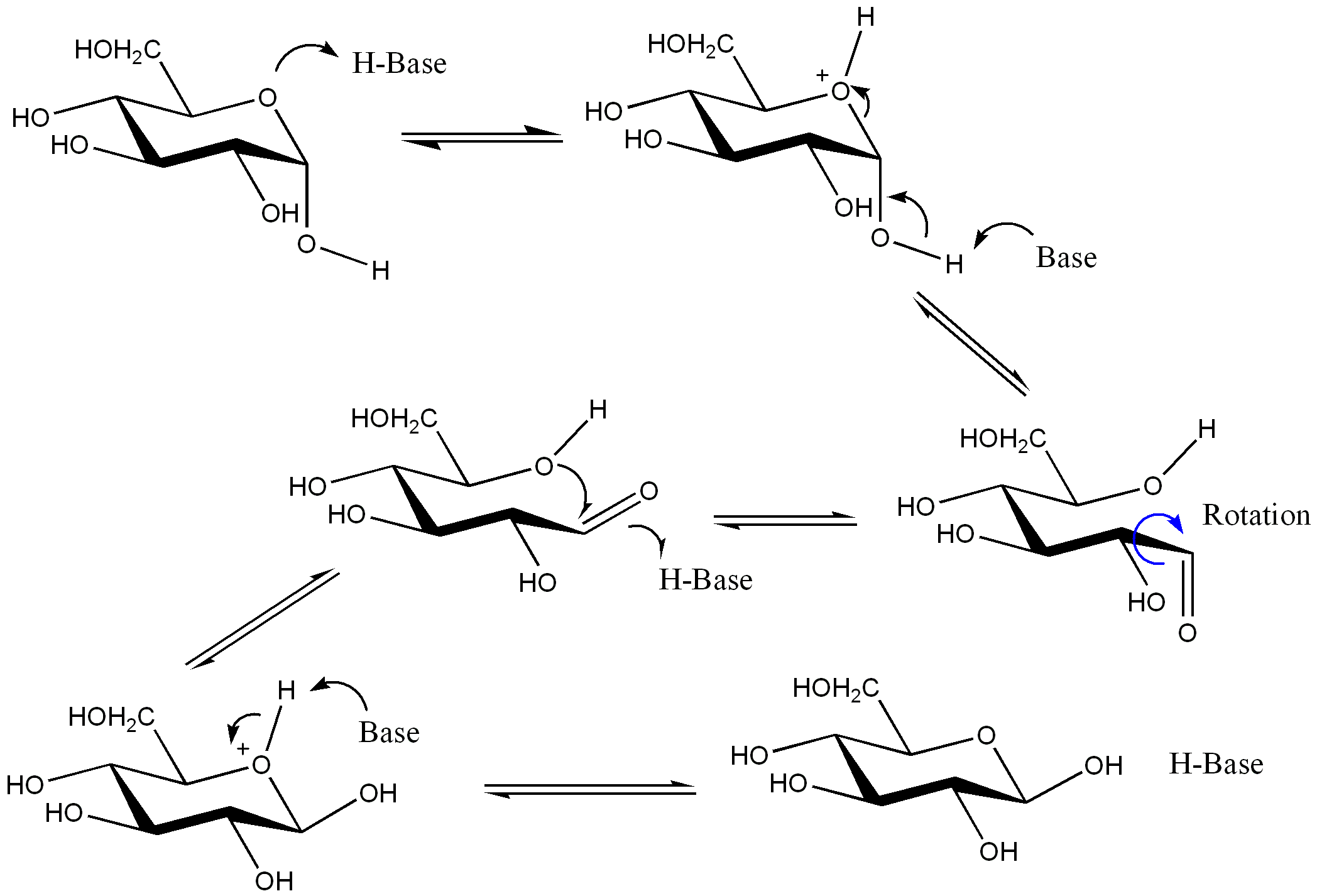
Interconversió d'anòmers α i β

Els anòmers α i β són diastereòmers un de l'altre i normalment tenen diferent rotació espècifica. Una solució de mostra líquida d'un anòmer α pur podrà rotar en llum plana polaritzada en direcció oposada a un anòmer β pur d'aquest compost.
Per exemple si una solució de β-D-glucopiranosa es dissol en aigua la seva rotació específica serà +18.7. Am el temps part de la β-D-glucopiranosa experimentarà mutarotació i passarà a ser α-D-glucopyranose, la qual té una rotació òptica de +112.2. Així la rotació de la solució s'incrementarà de +18.7 a un valor d'equilibri de +52.5 quan part de la forma β es converteixi en la forma α. Hi ha també traces de les altres formes.
Es pot fer servir un polarímetre per mesurar la rotació de la mostra i calcular la proporció dels dos anòmers presents.